# ليز جنسن
ليز جنسن (بالإنجليزية: Liz Jensen)‏‏ (1959 في أكسفوردشير - ) روائية، وكاتِبة من المملكة المتحدة.

## الجوائز
- زميل في الجمعية الملكية للأدب